# NGC 7425
NGC 7425 este o emission-line galaxy⁠(d) situată în constelația Vărsătorul. A fost descoperită în 1886 de către Frank Muller.